# (3045) Alois
(3045) Alois est un astéroïde de la ceinture principale.

## Description
(3045) Alois est un astéroïde de la ceinture principale. Il fut découvert le 8 janvier 1984 à la station Anderson Mesa par Joe Wagner. Il présente une orbite caractérisée par un demi-grand axe de 3,13 UA, une excentricité de 0,11 et une inclinaison de 3,3° par rapport à l'écliptique.

## Compléments